# Socha svatého Filipa Neri
Socha svatého Filipa Nerejského (původně svatého Jana Sarkandra) od Ferdinanda Maxmiliána Brokoffa z roku 1715 stojí na Hradčanském náměstí, na rozhraní hradní rampy a Zámeckých schodů (Nových zámeckých schodů). Na soše částečně spolupracoval také jeho bratr Michal Jan Josef Brokoff.

## Zhotovení
Císařský komorník a rada František Helfríd hrabě Voračický z Paběnic získal v roce 1714 od České komory povolení nechat zhotovit sochu sv. Jana Sarkandra. Povolení bylo vydáno na sochu podle předloženého modelu Jana Brokoffa. Socha byla v dílně Jana Brokoffa jeho syny dokončena v roce 1715 a byla instalována v Praze na Hradčanském náměstí, poblíž Arcibiskupského paláce, kde stála v letech 1715–1764. V roce 1764 byla přenesena na své dnešní místo, na hranici mezi hradní rampou a Zámeckými schody. Současně byla vedle ní umístěna kartuš nesená dvěma andílky, na které stojí latinsky: "Ejhle sv. Filip Nerejský, zakladatel kongregace Oratoriánů, patron šťastné smrti, příklad pokory, čistoty a lásky. Zemřel 26. května 1559." Zadní strana nese latinský nápis: "Blahoslavení čistého srdce, neboť oni Boha viděti budou."
Socha byla několikrát opravována a některé její části nahrazeny novými (1728, 1782, 1888). V roce 2020 byla zrestaurována.

## Popis

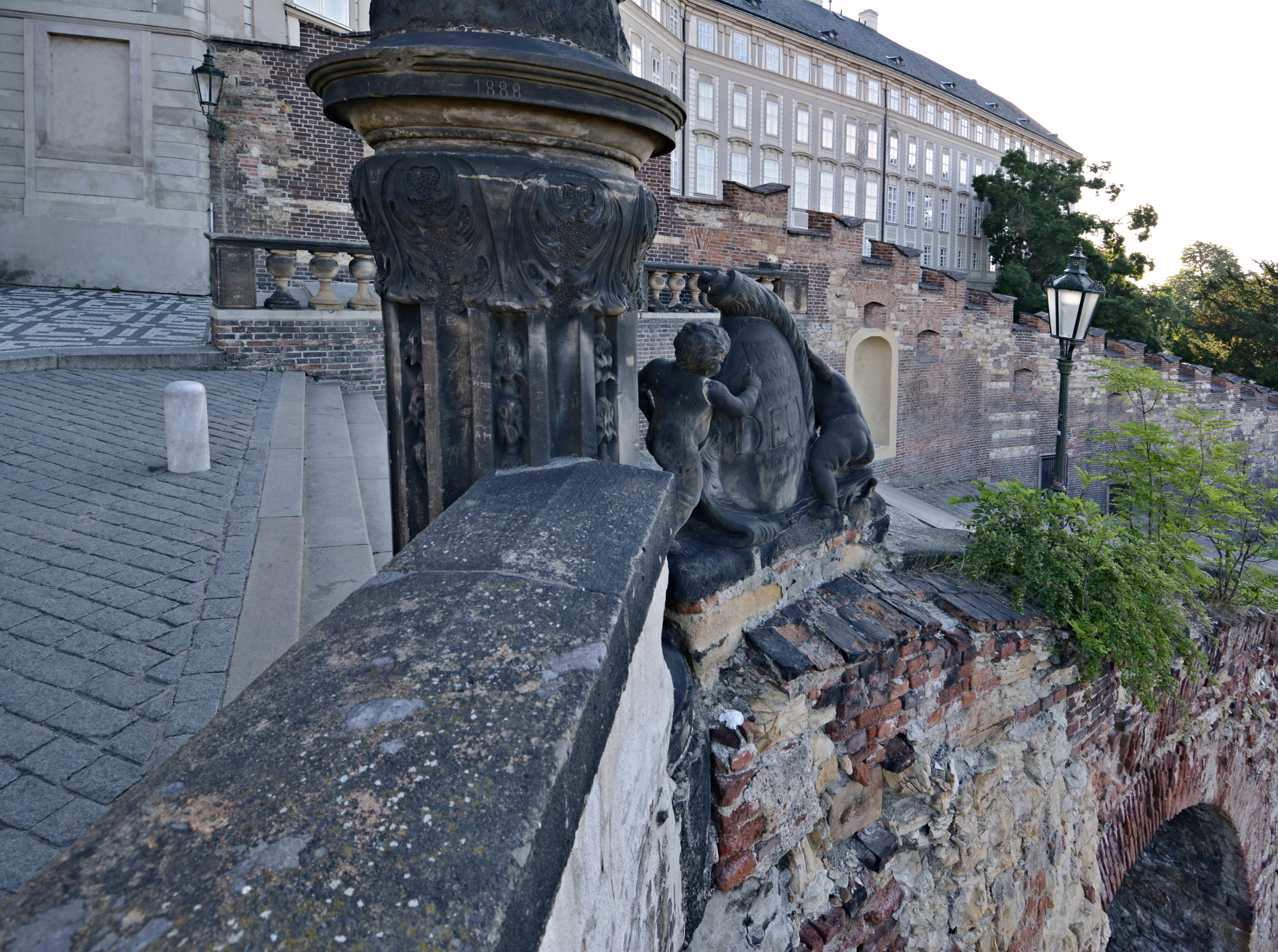
Podstavec sochy svatého Filipa Nerejského a dva andílci s kartuší

Světec stojí v kontrapostu s hlavou přivrácenou k pravému rameni. Je oblečen v kněžském rouchu, které je doplněno pláštěm, na hlavě má kněžský biret, k prsům tiskne misionářský krucifix. U nohou mu leží srdce, ze kterého vyrůstá stonek lilie s několika květy (atribut, použitý ve významu "člověk čistého srdce"). 
Socha stojí na podstavci ve tvaru sloupu s kruhovou římsovou hlavicí. Sloup je zdoben žlábky (kanelurou). Horní část dříku tohoto sloupu je stlačená a je zdobena akantovými listy směřujícími dolů. Žlábky jsou střídavě nezdobeny a zdobeny copovými ověsky z liliových květů. Světec se svým současným umístěním pohledem a gestem obrací k těm, kteří stoupají vzhůru po Zámeckých schodech. Dynamiku dodává soše kontrast mezi přikloněním hlavy k pravému rameni a přitisknutím krucifixu k levému rameni, dále také zrotovaná draperie pláště.
Na kruhové hlavici podstavce – na její okapní desce – je nápis: "Opus Joan: Brokoff". Na původní čelní straně podstavce je vysekán votivní nápis do rozvinuté pásky a pod ním erb donátora hraběte Voračického z Paběnic s třemi okřídlenými helmicemi. Uprostřed erbu je malý srdeční štítek – půlený – ve kterém jsou iniciály dvou císařů: F III (Ferdinanda III.) a L I (Leopolda I.).
Materiál je pískovec (snad z okolí Kostelce nad Labem), jen nápisová deska na čelní straně podstavce je z vápence (Slivenec).

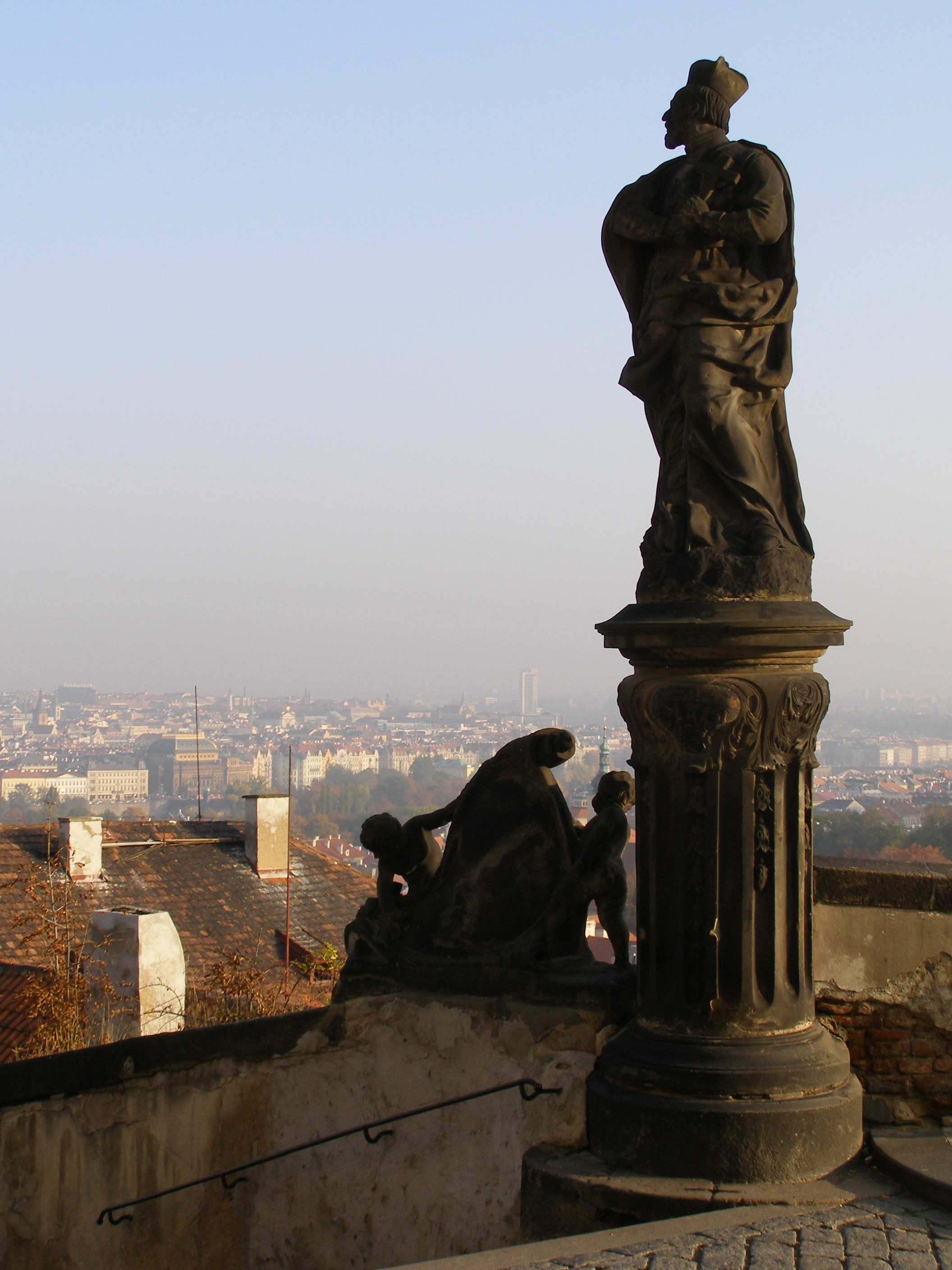
Socha svatého Filipa Nerejského na podstavci a s dvěma andílky s kartuší